# 샤데이 아두
샤데이 아두(Sade Adu, CBE, 1959년 1월 16일 ~ )는 나이지리아에서 태어난 영국의 싱어송라이터이다.
그래미 어워드 4회, 브릿 어워드 1회 등의 수상기록을 보유한 동명의 세계적인 소울 밴드 샤데이의 리드 보컬을 맡고 있다.

## 약력
샤데이 아두는 나이지리아 오요주 이바단에서 태어났다. 나이지리아인 경제학 강사였던 아버지 비시 아두와 영국인 간호사였던 앤 헤이스는 런던에서 만나 1955년 결혼하여 나이지리아로 이주하였다. 이 결혼은 성공적이지 못했기 때문에 앤 헤이스는 당시 네살배기였던 샤데이 아두와 그녀의 오빠인 반지를 데리고 영국 부모의 집으로 돌아왔다. 샤데이 아두가 11살이었을 때 샤데이는 영국 에식스주의 홀랜드온시(Holland-on-Sea)로 이주하여 18세가 되어 그녀가 센트럴 세인트 마틴스 예술 대학에 입학할 때까지 그곳에서 살았다.
대학을 다니는 동안 그녀는 소울 밴드 프라이드(Pride)에서 객원 보컬로 활동하였다. 그녀가 솔로로 나섰던 곡 〈Smooth Operator〉가 음반사 관계자들의 관심을 끌었기 때문에 마침내 1983년, 샤데이 아두는 스튜어트 매튜맨, 폴 스펜서 덴만, 앤드루 헤일 등 자신의 동료 3명과 함께 하는 조건으로 에픽 레코드사와 계약을 맺었다. 1984년 샤데이 아두와 그녀의 밴드 구성원들은 당시 큰 센세이션을 일으킨 1집 정규 음반 《Diamond Life》로 데뷔했고, 현재까지 전 세계적으로 5천만장 이상의 음반을 판매했을 정도로 세계적인 인기를 얻고 있다.

## 사생활
샤데이 아두는 1989년 스페인의 영화 감독 카를로스 플리에고(Carlos Pliego)와 결혼해 6년간 지내다 1995년 이혼하고, 자메이카의 음악 프로듀서 밥 모건(Bob Morgan)과의 사이에서 딸 일라 아두(Ila Adu)를 낳았다. 아두는 현재 영국 스트라우드 시에서 그녀의 애인 이안 왓츠와 그의 아들 잭, 그리고 자신의 딸 일라와 살고 있다. 아두는 이안이 일라의 진짜 아버지나 다름없다고 《타임스》지와의 인터뷰에서 설명했다.
샤데이 아두는 《데일리 메일》지에서 은둔하길 즐긴다고 표현했듯이, 자신의 사생활이 언론에 노출되는것을 극도로 꺼리는 것으로 알려져 있다. 그럼에도 불구하고 그녀의 최근 뮤직 비디오엔 딸 일라가 카메오 출연하기도 했다.

## 서훈
- 2002년 대영 제국 훈장 4등급(OBE)[2]
- 2017년 대영 제국 훈장 3등급(CBE)[3]